# Giorgione
Giorgione (Castelfranco Veneto, ca. 1473/1474 – Venetië, 17 september 1510) was een Italiaanse kunstschilder. Zijn werk behoort tot de hoogrenaissance. Hij was een belangrijke vernieuwer binnen de Venetiaanse School. Giorgio Vasari wijdde in zijn Vite een hoofdstuk aan hem.

## Biografie

### Castelfranco Veneto

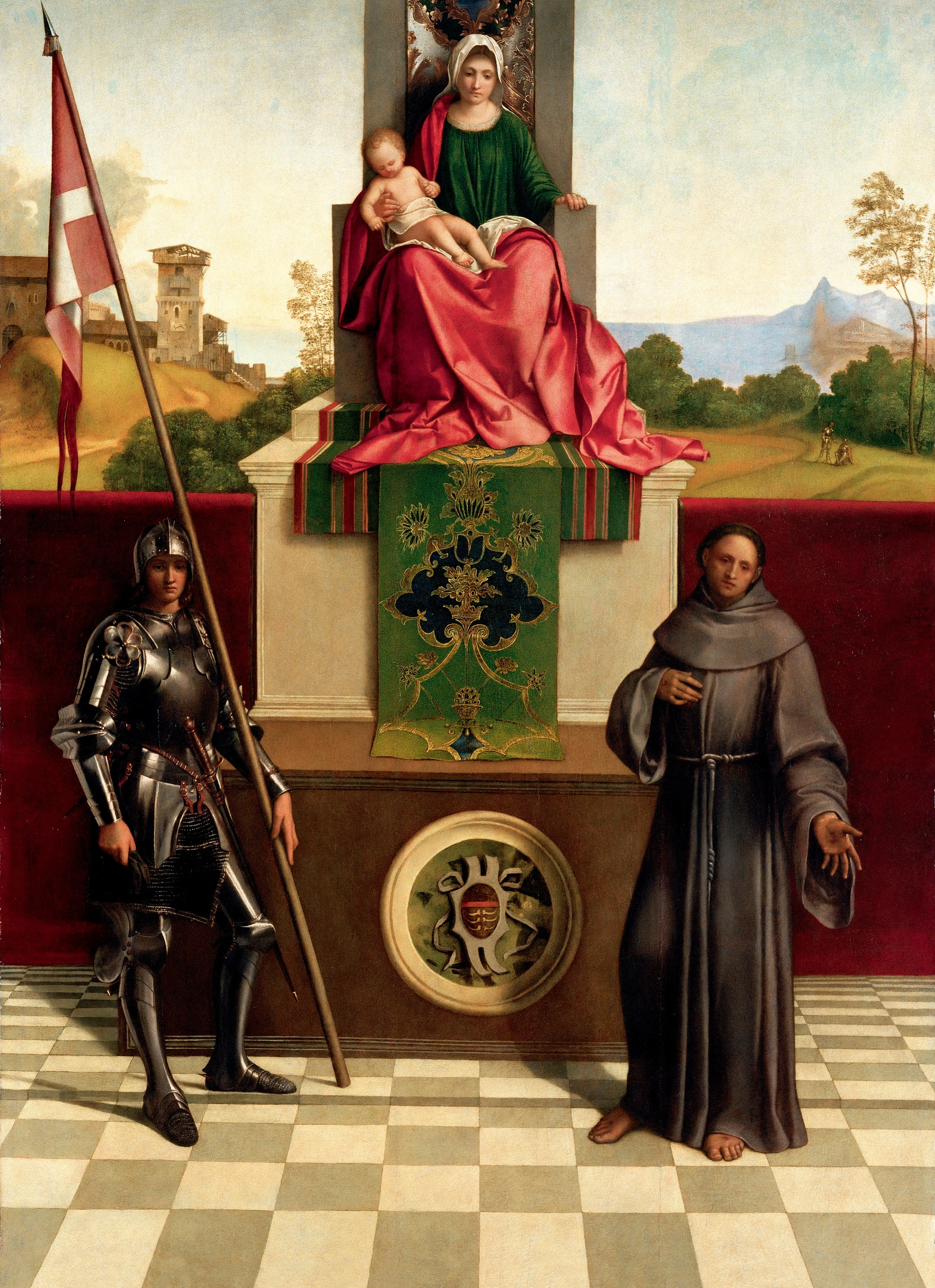
Altaarstuk van Castelfranco, ca. 1501, kathedraal van Castelfranco Veneto

De geboortedatum van Giorgione is niet bekend. Als de 16e-eeuwse aantekening, die vermeldt dat hij in 1510 op 36-jarige leeftijd overleed, klopt, is hij geboren in 1473 of 1474. In de bronnen komt hij voor als Georgius en Zorzi (Venetiaans voor Giorgio). Zijn bijnaam Zorzone/Giorgione ("grote Giorgio") had betrekking op zowel zijn postuur als zijn aanzien als kunstenaar. Waarschijnlijk stond hij al tijdens zijn leven zo bekend.
In de archieven van Castelfranco uit de periode 1485-1500 bevinden zich documenten waarin ene 'Georgius' of 'Zorzi' wordt genoemd. Als hiermee inderdaad de schilder wordt bedoeld, is hij op zijn vroegst in 1500 naar Venetië verhuisd. Hij moet op dat moment al een gevestigde schilder met enige faam zijn geweest. Zijn reputatie als schilder van verfijnde werken op relatief klein formaat voor particuliere opdrachtgevers, kan ontstaan zijn in de omgeving van de Venetiaanse mecenas Caterina Cornaro, die sinds haar afzetting als koningin van Cyprus verbleef in Marca Trevigiana, de streek rond Treviso, niet ver van Castelfranco. Hier kan hij humanisten en dichters hebben ontmoet, zoals de astroloog Giovanni Battista Abiosi en de dichter Pietro Bembo, die bijeenkwamen in de Barco Cornaro, een gebouw op haar landgoed bij Asolo. Dit blijft echter een onbewezen hypothese. Er bestaan geen documenten die hem met dit hof verbinden en er zijn vrijwel geen schilderijen uit deze periode die met zekerheid aan Giorgione kunnen worden toegeschreven. Er zijn alleen de vermeldingen dat Giorgione een portret had geschilderd van Caterina (volgens Vasari) en dat Bembo een schilderij van hem bezat. Aan zijn contacten met deze kring kan hij de opdracht voor het Altaarstuk van Castelfranco te danken hebben. Later in Venetië viel zijn werk in de smaak bij een soortgelijke groep van intellectuelen, kunstverzamelaars en mecenassen.
Tot de vroege werken die met Giorgione in verband zijn gebracht, behoren de twee panelen met Het oordeel van Salomo en Mozes ondergaat de vuurproef, en een allegorisch fries in de Casa Giorgione in Castelfranco.

### Venetië

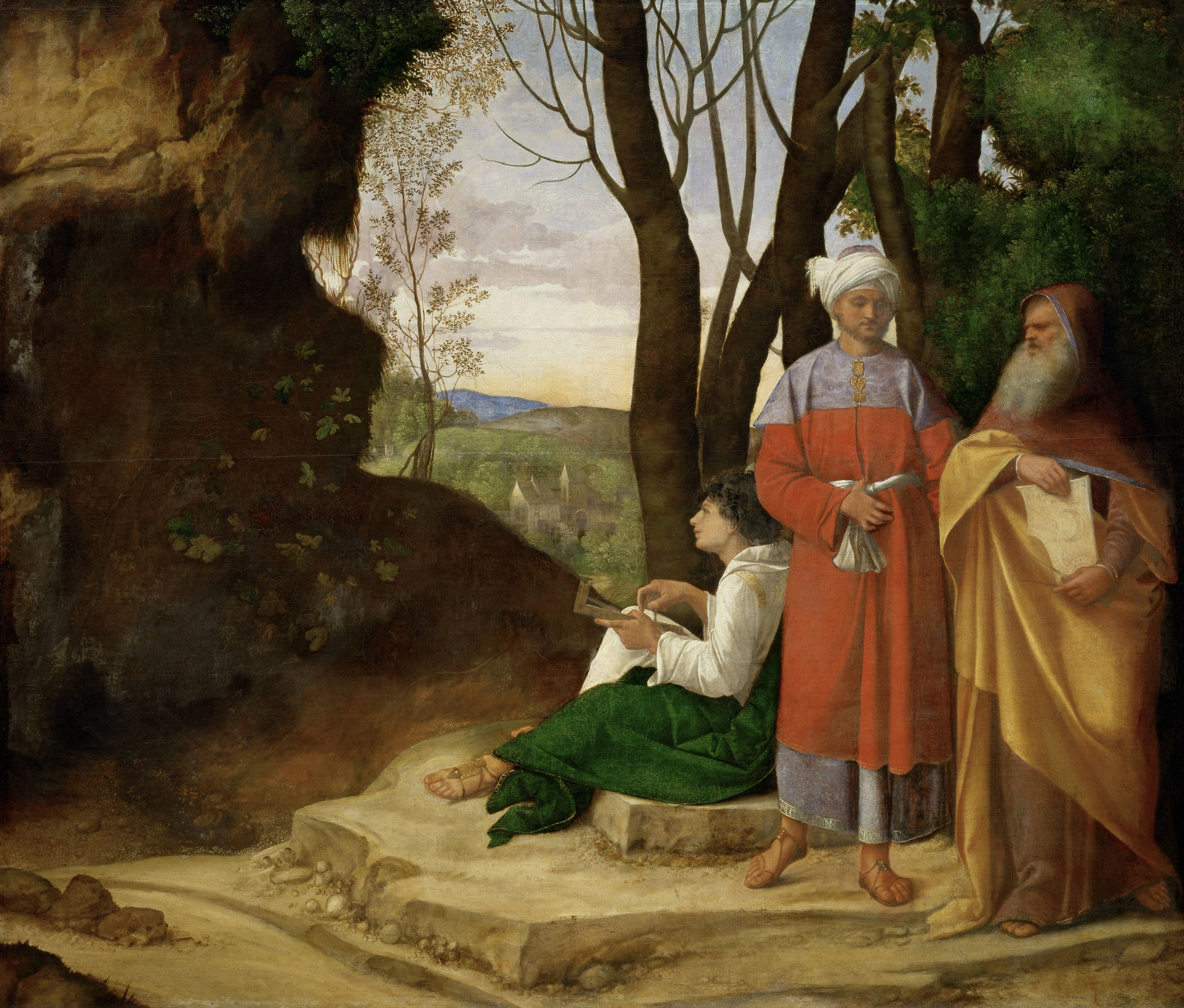
De drie filosofen, ca. 1507-1508, Kunsthistorisches Museum, Wenen

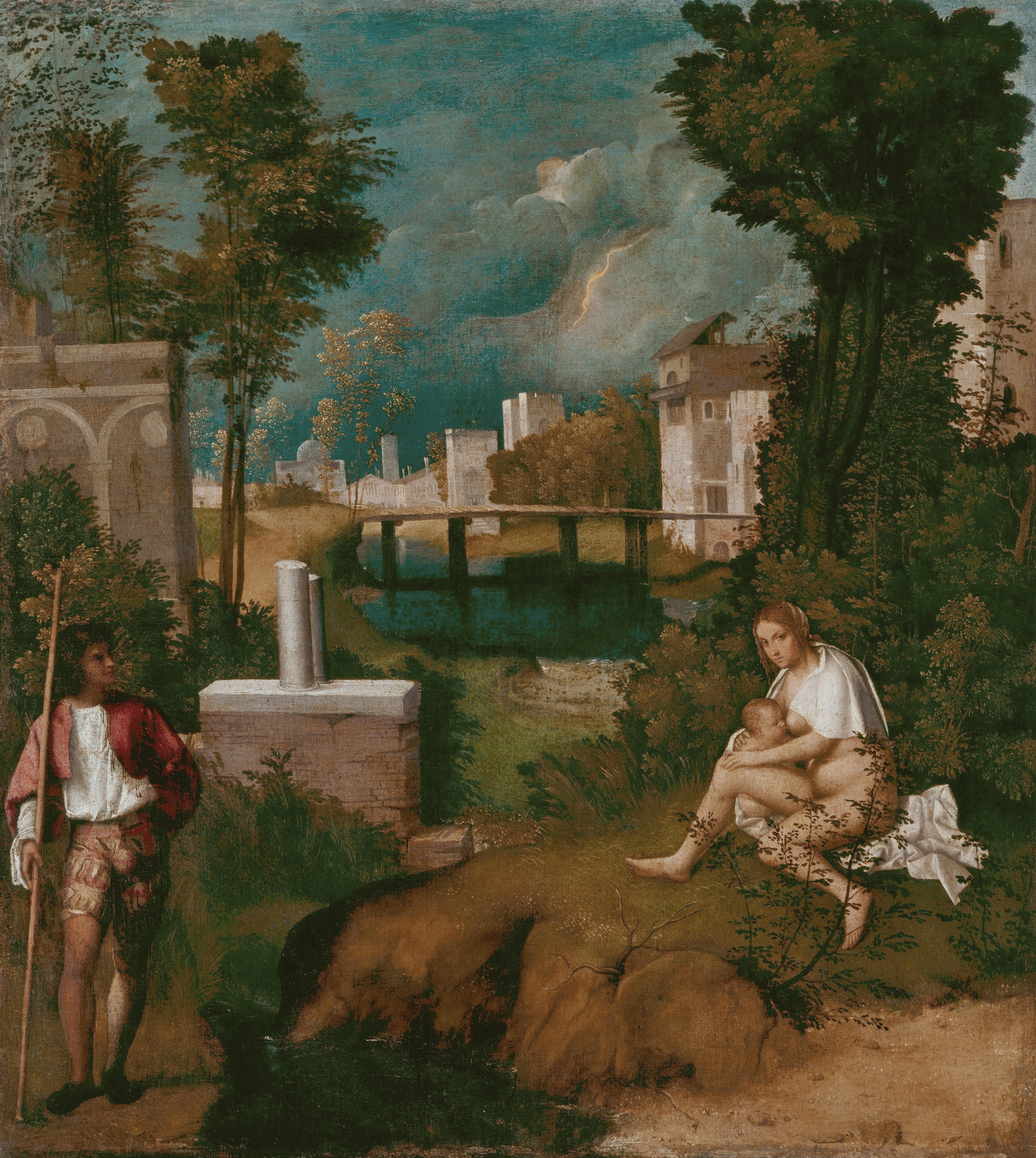
La tempesta (Het onweer), ca. 1508, Gallerie dell'Accademia, Venetië

Vasari vermeldt dat Giorgione een leerling was van Giovanni Bellini, en waarschijnlijk klopt het dat Giorgione in elk geval enige tijd in Bellini's atelier heeft gewerkt. Sommige kleine, devotionele schilderijen van Bellini lijken vooruit te lopen op het werk van Giorgione.
In 1507 kreeg Giorgione de opdracht een doek (teler) te schilderen voor een zaal (Sala dell'Udienza) in het Dogepaleis. Het onderwerp van dit verloren gegane werk is onbekend.
Op de kanaalgevel van de nieuwe Fondaco dei Tedeschi, het kantoor en pakhuis van de Duitse kooplieden op een prominente plek in het handelskwartier van Venetië, schilderde Giorgione een reeks naakten, die in 1508 gereed waren. Korte tijd later beschilderde Titiaan de zijgevel aan de straatzijde. Hiervan zijn alleen nog afgesleten fragmenten overgebleven. Uit eigentijdse bronnen is bekend dat Giorgione ook de gevels van huizen en palazzo's, waaronder zijn eigen woning, van fresco's voorzag.
In Venetië kreeg Giorgione vooral opdrachten van particuliere kunstliefhebbers en verzamelaars. De connoisseur Marcantonio Michiel stelde in de jaren 1525-1543 lijsten op van Venetiaanse kunstcollecties. Hieronder bevonden zich veertien werken van Giorgione. De bezitters waren waarschijnlijk ook de opdrachtgevers (zoals Girolamo Marcello en de zwagers Taddeo Contarini en Gabriele Vendramin) of hun erfgenamen (zoals kardinaal Marino Grimani, de neef van Domenico Grimani).
Met onder andere de lijsten van Michiel kunnen de 16e-eeuwse bezitters van de volgende schilderijen van Giorgione geïdentificeerd worden:
- Gabriele Vendramin: La vecchia, La tempesta, De drie levensfasen van de mens
- Taddeo Contarini: De drie filosofen, de Weense versie van De aanbidding door de herders en de verloren werken: De jonge Paris door de herders gevonden en Hel met Aeneas en Anchises
- Girolamo Marcello: Slapende Venus en de verloren werken: Portret van Girolamo Marcello en Lezende Sint-Hiëronymus
- Marino Grimani: (waarschijnlijk) Zelfportret met David, De Heilige Familie (?), Il tramonto (?)
- Vittorio Beccario: De aanbidding door de herders (Washington)
- Giovanni Ram: Jongen met een pijl

### Overlijden en nalatenschap

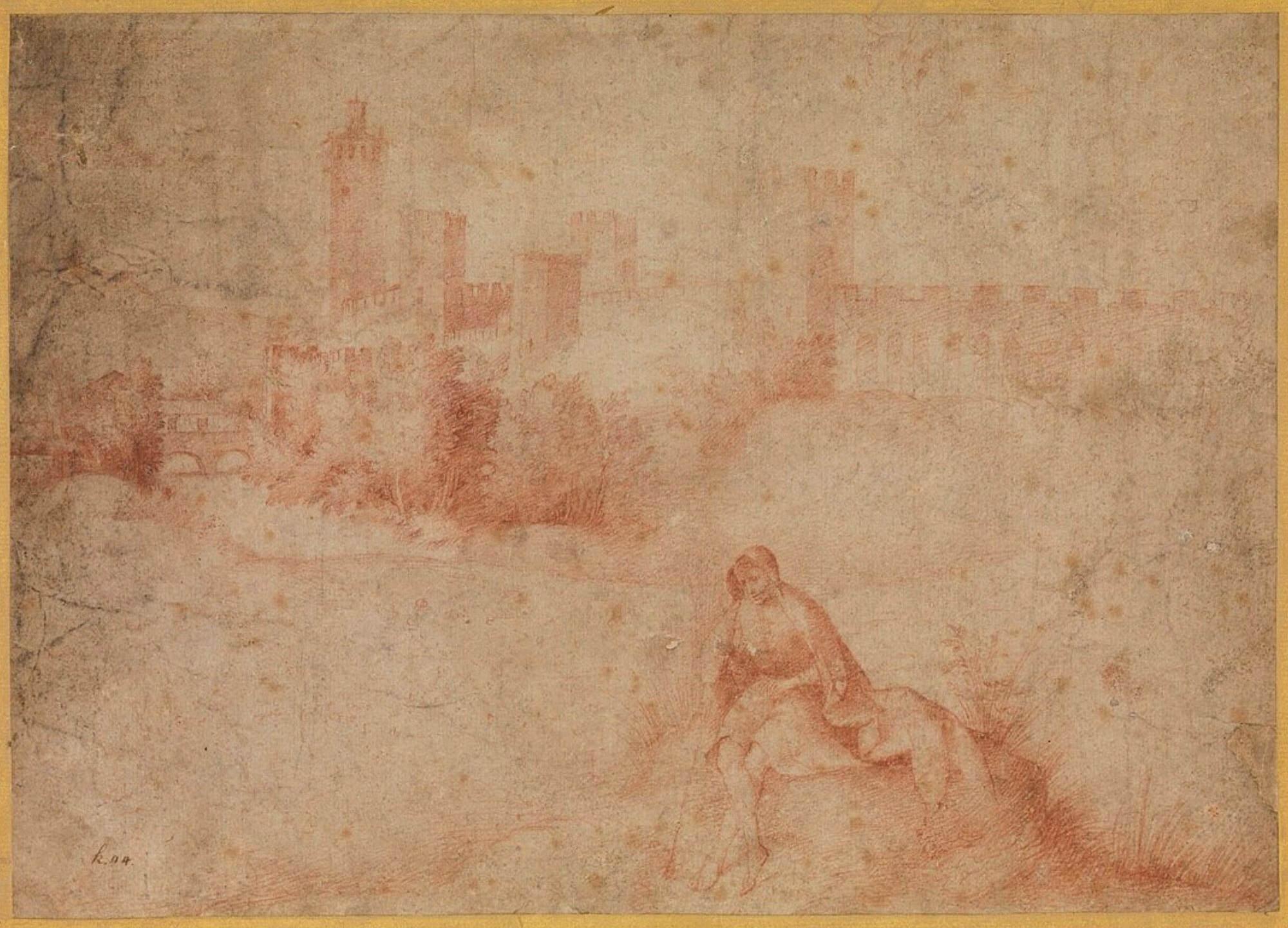
Gezicht op Castel San Zeno in Montagnana met een zittende figuur op de voorgrond, tekening, Museum Boijmans Van Beuningen, Rotterdam

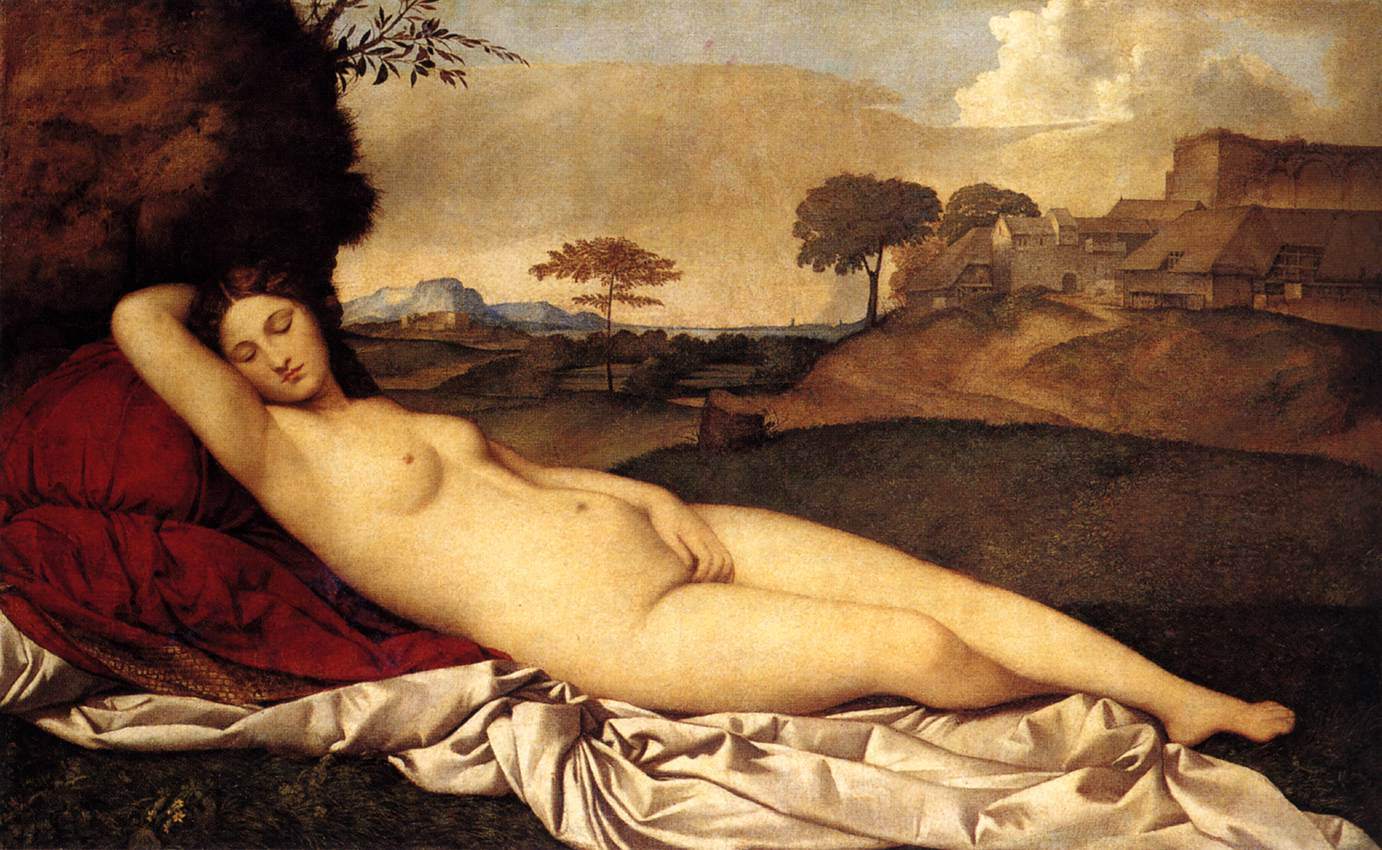
Giorgione en Titiaan, Slapende Venus, ca. 1510-1511, Gemäldegalerie Alte Meister, Dresden

Giorgione overleed op 17 september 1510 op 36-jarige leeftijd aan de pest, vermoedelijk in het Lazzaretto Nuovo aan de monding van de Venetiaanse lagune. Waarschijnlijk werd hij begraven in een massagraf. Twee documenten uit 1511, die in 2011 voor het eerst zijn gepubliceerd, beschrijven de inboedel van het in quarantaine geplaatste huis van Giorgione. De documenten bevestigen dat Giorgione was gestorven aan de pest.
Kort na zijn dood toonde Isabella d'Este belangstelling voor het werk van Giorgione. Op 25 oktober 1510 schreef ze een brief naar Taddeo Albano, haar agent in Venetië, met het verzoek een "Nacht" (nocte) van Giorgione aan te kopen voor haar werkkamer in het Palazzo Ducale in Mantua. Uit de brief blijkt dat ze gehoord had dat Giorgione was overleden. Albano schreef op 8 november 1510 terug dat Giorgione inderdaad was overleden en dat de twee werken die in aanmerking zouden kunnen komen (waarschijnlijk de twee versies van De aanbidding door de herders) in het bezit waren van verzamelaars die er geen afstand van wilden doen.
Tot zijn belangrijkste leerlingen en navolgers behoren Sebastiano del Piombo en Titiaan, die allebei snel hun eigen weg gingen. Sebastiano vertrok al in 1511 naar Rome en werd daar een protegé van Michelangelo, terwijl Titiaan zich ontwikkelde tot de meest gerespecteerde kunstenaar van Venetië, die echter zijn belangrijkste werken voor buitenlandse opdrachtgevers maakte. Andere navolgers zijn Palma Vecchio en Cariani.
Er is een groep werken van rond 1510 die traditioneel op naam van Giorgione staan, maar sinds het eind van de 20e eeuw voor een groot deel van zijn oeuvrelijst zijn afgevoerd. De meeste daarvan zijn sindsdien toegewezen aan medewerkers en navolgers. Het bekendst hiervan is het Concert champêtre, dat aan de jonge Titiaan wordt toegeschreven. De Slapende Venus is vrijwel zeker grotendeels uitgevoerd door Giorgione en later door Titiaan afgewerkt, ook al is de precieze ontstaansgeschiedenis enigszins onduidelijk.
Nog eeuwenlang bleef de term giorgionesk populair voor dromerige, pastorale voorstellingen van een lieflijkheid die in feite weinig met de originele werken van Giorgione te maken hadden.

### Monografieën
- (en) Anderson, Jaynie (1996): Giorgione. Painter of Poetic Brevity, Parijs
- (en) Nichols, Tom (2020): Giorgione's Ambiguity, Londen: Reaktion Books

### Artikelen
- (en) Anderson, Jaynie, et al. (2019): Giorgione in Sydney, Burlington Magazine CLXI/1392 (maart 2019), p. 190-199
- (en) Pignatti, Terisio (1990): Giorgione and Titian, in: Valcanover et al., Titian. Prince of Painters, p. 68-76
- (en) Segre, Renata (2011): A Rare Document on Giorgione, Burlington Magazine CLIII/1299 (2011), p. 383-386

### Aanvullende literatuur
- (en) Nichols, Tom (2013): Titian and the End of the Venetian Renaissance, Londen: Reaktion Books
- (en) Panofsky, Erwin (1943): The Life and Art of Albrecht Dürer, Princeton University Press
- (en) Panofsky, Erwin (1969): Problems in Titian: mostly iconographic, Londen: Phaidon
- (en) Tempestini, Anchise (1999): Giovanni Bellini, New York: Abbeville Press – Engelse vertaling uit het Italiaans
- (en) Valcanover, Francesco, et al. (1990): Titian. Prince of Painters, New York/München: Prestel – tentoonstellingscatalogus Venetië/Washington
- Vermeylen, August (1925/1944): Giorgione, in: Geschiedenis der Europeesche Plastiek en Schilderkunst. Derde deel., herdrukt in Verzameld werk. Deel 5 (1951) – te lezen op DBNL (KB)
- CLAES, Paul (2014): Wie ben ik? 'De storm' van Giorgione, Werchter: Coriarius